# Ribellione (film)
Ribellione (Boule de suif) è un film del 1945 diretto da Christian-Jaque. La sceneggiatura si basa su due racconti di Guy de Maupassant, Palla di sego e La signorina Fifì.

## Produzione
Il film, prodotto dalla Artès Films, venne girato nello Château de Champlâtreux, a Epinay-Champlâtreux, in Val-d'Oise e nei Paris-Studios-Cinéma di Boulogne-Billancourt, Hauts-de-Seine.

## Distribuzione
Distribuito dalla Consortium du Film, uscì nelle sale cinematografiche francesi il 13 ottobre 1945; venne poi presentato a Parigi il 17 ottobre 1945.